# レンタネコ
『レンタネコ』（れんたねこ英: Rent-a-Cat） は、荻上直子による脚本・監督の、2012年公開の日本映画。市川実日子主演。監督は荻上直子。2012年ストックホルム国際映画祭 コンペティション部門ノミネート、第17回釜山国際映画祭にて上映された.

## あらすじ
長く祖母と二人暮らしだった30代のサヨコは、祖母が他界してから2年、古い平屋の日本家屋でたくさんの猫たちと暮らしている。猫に好かれる体質は祖母譲りだが、人間にも好かれたく思い、「今年こそ結婚」と目標を書いて貼り出すサヨコ。だが、サヨコが日常的に口をきくのは、庭越しに嫌味を言って来る隣家の主婦くらいだった。
リヤカーに猫たちを乗せ、拡声器で「レンタ〜ネコ」と呼ばわり歩くサヨコ。寂しい人の心の穴を埋めるために猫を貸し出す「レンタネコ屋」がサヨコの稼業だった。飼っていた猫に死なれ、よく似た猫のレンタルを依頼する老婦人の寿子。
依頼主が猫を飼育できるか家を訪ねて審査するサヨコ。寿子は合格し、自分が死ぬまでを期限として猫をレンタルした。料金を千円しか取らないサヨコの生活を案じる寿子。だが、実は得意の株で儲けているサヨコ。
寿子が亡くなり、猫を引き取りに行くサヨコ。寿子の息子は人情味のない冷たいビジネスマンだった。だが、寿子の冷蔵庫には息子の好物だった手作りデザートが、びっしり収められていた。死期を悟った寿子が、猫と一緒に楽しく息子の好物を準備したことを察し、微笑むサヨコ。サヨコが帰ってからデザートを食べて、母親との思い出に浸る寿子の息子。
メスの仔猫をレンタルする会社員の吉田。6年間の単身赴任を終えた吉田は、妻子の待つ家に帰る予定だが、反抗期の娘に嫌われ、ショックと寂しさの余り猫を必要としたのだ。料金を千円しか取らないサヨコの生活を案じる吉田。だが、実は占い師として成功しているサヨコ。
いよいよ妻子の待つ家に帰る日に、仔猫と離れ難く、まるで嫁を取るように譲ってくれとサヨコに談判する吉田。最期まで面倒を見ることを条件に許可するサヨコ。
大手のレンタルネコ店を訪ねる夢を見るサヨコ。貸し出す猫にランクがあり、雑種は最低のCランクなことが気に入らない。目が覚めたサヨコは真夏の暑さにウンザリし、いっそ、もっと暑いハワイに行きたいと、将来の新婚旅行先をハワイに定めた。
レンタネコの営業の道すがら、ハワイ旅行が当たるという宣伝に釣られてレンタカー会社の支店に入るサヨコ。支店を一人で切り盛りする恵は、人間にもランク付けする女性だった。だが、サヨコと意気投合し、自分はCランクの女だと寂しい本音を打ち明ける恵。レンタルの猫を借りた恵は、サヨコの生活を案じたが、実はサヨコはCM音楽を手掛ける作曲家だった。
ハワイ旅行が目当ててレンタカーを借りたが、くじ引きで末等を引くサヨコ。猫たちを車に乗せたサヨコは予定外のドライブを楽しんだ。
レンタネコの営業中に、同じ中学だった吉沢と出合い、「保険室のジャミコさん」と呼ばれるサヨコ。無視したが、寂しいと言い張る吉沢は家まで来てしまった。「嘘つき はったりの吉沢」と呼ばれた吉沢は、中学時代から孤立しており、保険室に逃げることもあった。ベッドで気楽そうにイビキをかいているサヨコは、吉沢にとって羨ましい存在だったのだ。
中学時代のサヨコは勉強に付いて行けず、友達もいないので、いつも保険室で寝ている生徒だった。当時から祖母と二人暮らしだが非常に仲が良いので、暗黒の学生時代と回想しつつ家庭的には恵まれたサヨコ。だが、その祖母も今はいない。
職業は「泥棒」と名乗り、いつの間にか姿を消す吉沢。その夜、刑事の訪問を受けて吉沢の写真を提示されるサヨコ。吉沢は本当に窃盗犯だったのだ。
最愛の祖母が亡くなった後、自分の心にも穴が開いたと独白するサヨコ。寂しい人々と巡り会い、心の穴ぼこを埋めるために、サヨコは今日も猫をレンタルする。

## 登場人物
サヨコ
演 - 市川実日子（中学時代：恒松祐里）
亡き祖母の仏壇を守りつつ、レンタルネコ業を営む女性。寂しい人の心の穴を埋めるためにネコを貸し出す。
レンタルネコが本業ではなく、色々な在宅ワークで生計を立てている。占い師は行列が出来るほどで、どれが本業かは謎。収入には困ってない様子。
吉岡敏子（吉岡婦人）
演 - 草村礼子
夫と愛猫に先立たれた老婦人。自分が死ぬまでの間、サヨコからネコを借りる。
吉田悟朗
演 - 光石研
娘から「臭い」と言われて傷ついている単身赴任中の中年男性。家族の元へ帰るまでの期間のレンタルだったが、単身赴任が終わる時にサヨコを呼び出し、土下座し、ネコを心の底から愛してしまい、離れられなくなってしまった事を伝えた。サヨコは本気とわかり、サヨコから借りたネコを貰い受ける。
吉川めぐみ
演 - 山田真歩
レンタカーショップの店員。サヨコとの会話中、自らをCランクと分類し、就業中も帰宅後も一人であることに気づく。
吉沢茂
演 - 田中圭
サヨコの中学時代の同級生。インドに旅立つ前に女の子と過ごしたいとサヨコにメス猫を借りたいと申し出る。
サヨコの隣人
演 - 小林克也
いつも庭越しにサヨコをからかう謎の隣人のおばちゃん。
他
演 - 眞島秀和（吉岡婦人の息子）、児玉貴志

## スタッフ
- 脚本・監督：荻上直子
- 撮影：阿部一孝
- 照明：松尾文章
- 録音：木野武
- 美術：富田麻友美
- 音楽：伊東光介
- EDテーマ：平井ひらり「東京ドドンパ娘」
- エンディングイラスト：くるねこ大和
- プロデューサー：小幡久美、小室秀一
- エグゼクティブプロデューサー：大島満、室川治久、喜多埜裕明
- 制作プロダクション：パラダイス・カフェ
- 製作委員会メンバー：バップ、BS日本、Yahoo! JAPAN、パラダイス・カフェ、スールキートス